# Musée de la Préfecture de Police
Musée de la Préfecture de Police (Muzeum Policejní prefektury) je muzeum kriminalistiky v Paříži. Nachází se v 5. obvodu v ulici Rue de la Montagne-Sainte-Geneviève. Muzeum představuje dějiny policie od 18. století do současnosti. Prostory muzea (520 m2) jsou nedostačující a proto se zvažuje přestěhování sbírek po roce 2017 na ostrov Cité na známou adresu 36, quai des Orfèvres do prostor Regionálního ředitelství kriminální policie, které se přesune do Tour du Palais de Justice.

## Historie
Muzeum vzniklo v roce 1909 s podporou policejního prefekta Louise Lépina (1846-1933), zakladatele kriminální brigády, z předmětů shromážděných původně pro světovou výstavu v roce 1900 a postupně bylo rozšiřováno dary a nákupy.
Muzeum tvoří jedno z oddělení kulturního odboru policejní prefektury (Service de la mémoire et des affaires culturelles de la préfecture de police) a stará se rovněž o policejní archiv.

## Sbírky
Muzeum představuje dějiny městské policie od pařížského prévôta až po všechny změny policejního sboru. Muzeum vystavuje množství historických dokumentů jako rejstříky trestů, zatykače podepsané králi, předměty doličné apod. Z období Velké francouzské revoluce se zde nacházejí zatykače na Pierra de Beaumarchais, Antoina Lavoisiera, Joséphine de Beauharnais, Charlottu Cordayovou, Georgese Dantona nebo Manon Rolandovou.
V muzeu jsou představeny rovněž některé známé kriminální aféry z historie jako travičská aféra z doby Ludvíka XIV., Aféra s náhrdelníkem Marie Antoinetty, přepadení poštovního dostavníku do Lyonu (1796), proces se sériovým vrahem Modrovousem, anarchistické atentáty včetně bandy Julese Bonnota, skandály s prostitutkami Amélie Élie a Marguerite Steinheil nebo aféra masového vraha Marcela Petiota.